# Hr. Ms. Jacob van Heemskerk
Hr. Ms. Jacob van Heemskerk byl druhou jednotkou lehkých křižníků třídy Tromp sloužící v Nizozemském královském námořnictvu. Loď byla pojmenována po významném nizozemském admirálu Jacobu van Heemskerckovi. Celá třída Tromp byla původně z politických důvodů klasifikována jako vůdčí lodě torpédoborců.

## Konstrukce
Stavět se začal 31. října 1938 v loděnici Nederlandsche Scheepsbouw Mij. v Amsterdamu, spuštěn na vodu byl 16. září 1939. Námořnictvo ho převzalo 10. května 1940, ihned po počátku invaze Němců do Nizozemska. Přestože byl křižník ozbrojen pouze několika kulomety, podařilo se mu doplout do Velké Británie, kde byl dokončen jako protiletadlový křižník. Důvodem byl nedostatek děl jiných ráží.

## Služba
Během druhé světové války souvisela většina jeho akcí s ochranou konvojů. Během této služby získal přezdívky Old Jack a Old Jacob. Byl populární zejména proto, že během jeho služby u konvojů nebyla ztracena žádná loď. V lednu 1942 odplul Van Heemskerk do Nizozemské východní Indie napadené Japonskem. Dne 30. března 1942 se připojil k britskému východnímu loďstvu, operujícímu pod vedením admirála Jamese Somervilla (vlajková loď HMS Warspite) z Cejlonu. Ta se v té době skládala z 5 bitevních lodí, 3 letadlových lodí, 7 křižníků a 15 torpédoborců. Při útocích japonských letadel 5. a 9. března 1942 ztratilo loďstvo těžké křižníky HMS Cornwall a HMS Dorsetshire, letadlovou loď HMS Hermes a torpédoborec HMAS Vampire. Van Heemskerk i poté působil v Indickém a Tichém oceánu.
Od 29. července do 3. srpna 1942 se účastnil operace Stab, diverzní akce sloužící k odlákání pozornosti Japonců před invazí na Guadalcanalu. Tři velké konvoje při ní křižovaly Indickým oceánem s cílem vyvolat dojem chystaného vylodění na Sumatře. Dne 28. listopadu 1942 v Indickém oceánu společně s australským křižníkem HMAS Adelaide potopil německou pomocnou loď – lamač blokády Ramses. Od ledna do června 1944 působil ve Středozemním moři, kde byl nedostatek protiletadlových křižníků a Luftwaffe stále aktivní. Dne 26. července 1945 Van Heemskerk vplul do Amsterdamu jako první nizozemská válečná loď od počátku německé okupace. Po válce byl přeřazen do druhé linie, od roku 1947 sloužil k výcviku protiletadlové palby. V roce 1969 byl vyřazen ze služby a v roce 1970 prodán do šrotu.